# Fröccsfest (Dunaszerdahely)
A Fröccsfest egy fesztivál, amit általában július közepén tartanak meg Dunaszerdahelyen (Szlovákia). Kezdetben Onedayfröccsfest volt a neve. 2022-ben már 8. alkalommal rendezik meg az eseményt.
A legelső Fröccsfest egynapos volt 2013-ban, és az összes többi kétnapos, kivéve a 2018-as, amikor 3 napon át rendezték meg az eseményt.

## Helyszíne
Az első Fröccsfest a dunaszerdahelyi Városi Művelődési Központ előtt lett megtartva, a másodiktól átkerült a Szent István térre, 2022-től a vásártéren rendezik meg az eseményt.

## Fellépők
| Dátum               | Első nap                               | Második nap                                | Harmadik nap                                  |
| ------------------- | -------------------------------------- | ------------------------------------------ | --------------------------------------------- |
| 2013. július 6.     | Garami Funky Staff                     | -                                          | -                                             |
| 2014. július 11-12. | Ladánybene 27                          | Magna Cum Laude, Garami Funky Staff        | -                                             |
| 2015. július 10-11. | Charlie, Tóth Vera, Abrakazabra        | LGT                                        | -                                             |
| 2016. július 15-16. | Halott Pénz                            | WellHello, Garami Funky Staff              | -                                             |
| 2017. július 14-15. | Kowalsky meg a Vega, Majka és Curtis   | WellHello, Honeybeast                      | -                                             |
| 2018. július 12-14. | Punnany Massif, Metzker Viktória       | Follow The Flow, Irie Maffia, Lóci játszik | Fish!, Intim Torna Illegál, Deniz, Lotfi Begi |
| 2019. július 12-13. | Majka, Misshmusic, Kowalsky meg a Vega | Halott Pénz, WellHello                     | -                                             |
| 2020-2021           | Elmaradt a COVID-19 pandémia miatt.    | Elmaradt a COVID-19 pandémia miatt.        | Elmaradt a COVID-19 pandémia miatt.           |
| 2022                | Hamarosan                              | Hamarosan                                  | Hamarosan                                     |